# Xả súng tại Grand-Bassam 2016
Ngày 13 tháng 3 năm 2016, các tay súng đã nổ súng tại một khu nghỉ dưỡng bờ biển ở Grand-Bassam, Ivory Coast, giết chết ít nhất 16 người.

## Vụ tấn công
Sáu kẻ tấn công có vũ trang đã tấn công khách sạn Etoile du Sud nơi, theo Agence France-Presse, có một số kiều dân vào thời điểm đó. Theo các quan chức, 14 thường dân và hai người lính lực lượng đặc biệt đã bị giết chết.
Những kẻ tấn công đã được mô tả là người châu Phi, được trang bị Kalashnikov và thắt lưng lựu đạn và mặc quần áo thông thường và trùm mặt balaclava. Một cuộc đấu súng xảy ra giữa những kẻ tấn công và lực lượng cảnh sát là những kẻ tấn công đến khách sạn La Paillote. Cư dân địa phương và du khách đã được quân đội sơ tán khỏi bãi biển đến các khách sạn gần đó, đã tạm thời bị khóa cứng. 
The Associated Press trích lời các quan chức Ngà Chính phủ Bờ Biển nói rằng lực lượng an ninh đã giết chết sáu người đàn ông vũ trang. Al-Qaeda ở Maghreb Hồi giáo (AQIM) sau đó đã nhận trách nhiệm về vụ tấn công, theo cơ quan giám sát đóng ở Hoa Kỳ Nhóm tình báo SITE. Người ta cho biết những kẻ khủng bố đã hét lên "Allahu Akbar".. Một phái đoàn của đại sứ quán Mỹ là tại Grand-Bassam vào thời điểm tấn công, nhưng Đại sứ quán Hoa Kỳ tại Abidjan cho biết trên Twitter rằng có " không có bằng chứng cho thấy người dân Mỹ là nhắm mục tiêu cũng không khẳng định báo cáo của bất kỳ công dân Mỹ bị tổn hại ". 
Al-Qaeda ở Maghreb và al-Mourabitoun nhận trách nhiệm về vụ tấn công.